# Fryderyk za album roku muzyka współczesna
Fryderyk za album roku muzyka współczesna – polska nagroda muzyczna Fryderyk, przyznawana corocznie w latach 1997–2014 i od 2016 w sekcji muzyki klasycznej w kategorii album roku muzyka współczesna. Honoruje wykonawców za album z muzyką współczesną, skomponowaną przez ostatnie 10 lat, przy czym w wypadku nagrań premierowych dodatkowo honorowani są kompozytorzy. Fryderyki są przyznawane od 1995 przez Związek Producentów Audio-Video (ZPAV) za osiągnięcia w rodzimym przemyśle muzycznym. Od 2000 za wyłanianie nominowanych, a następnie laureatów odpowiedzialna jest powołana przez ZPAV Akademia Fonograficzna.
Kategoria została wprowadzona podczas trzeciej edycji, Fryderyków 1996. Nie pojawiła się jednorazowo w edycji 2015. Nazywała się:
- płyta roku muzyka współczesna w edycji 1996,
- muzyka współczesna w edycjach od 1997 do 2000,
- album roku muzyka współczesna w edycjach od 2001 do 2014 i od 2016.

Najwięcej nominacji w kategorii (14) otrzymała Narodowa Orkiestra Symfoniczna Polskiego Radia w Katowicach. Najwięcej nagród (po 4) zdobyli Jadwiga Rappé, Orkiestra Filharmonii Narodowej i Polski Chór Kameralny. Po 3 nagrody wygrali Anna Mikołajczyk-Niewiedział, Chór Filharmonii Narodowej, Chór Opery i Filharmonii Podlaskiej, Jan Łukaszewski, Kwartet Dafô, Orkiestra Opery i Filharmonii Podlaskiej oraz Sinfonia Varsovia.

## Laureaci i nominowani
Kolor złoty oznacza nagrodzony album i laureatów.
| Rok          | Album | Nominowani | Źr.    |
| ------------ | --- | --- | ------ |
| 1996         | Lutosławski | Sinfonia Varsovia; dyrygent: Wojciech Michniewski | [ 5 ]  |
| 1996         | Lutosławski Piano Concertos / Symphony No.3 | — | [ 5 ]  |
| 1996         | Demiurgos | Juliusz Łuciuk | [ 5 ]  |
| 1996         | Holocaust memorial Cantata | Marta Ptaszyńska | [ 5 ]  |
| 1996         | Sinfonietta Cracovia (Arbon Cosmica, Violin Concerto) | Andrzej Panufnik | [ 5 ]  |
| 1997         | Portret kompozytora | Paweł Szymański | [ 6 ]  |
| 1997         | Livre Du Saint Sacrement | Olivier Messiaen | [ 6 ]  |
| 1997         | Siedem bram Jerozolimy | Krzysztof Penderecki | [ 6 ]  |
| 1998         | Koncerty fortepianowe | Andrzej Panufnik, Witold Lutosławski i Paweł Szymański | [ 7 ]  |
| 1998         | Kilar | Wojciech Kilar | [ 7 ]  |
| 1998         | Utrenja | Krzysztof Penderecki | [ 7 ]  |
| 1998         | Musica Sacre Poloniae | — | [ 7 ]  |
| 1998         | Wojciech Kilar | Wojciech Kilar | [ 7 ]  |
| 1999         | Bacewicz, Bujarski, Górecki, Lasoń, Łukaszewski | Kwartet Dafô | [ 8 ]  |
| 1999         | Grażyna Bacewicz – The complete works for string quartet | Waldemar Malicki – fortepian, Kwartet Amar Corde | [ 8 ]  |
| 1999         | Hommage a Lutosławski | Szabolcs Esztényi – fortepian, Aleksander Romański – klarnet, Márta Fábián – cymbały, Marek Mleczko – obój, Krzysztof Bednarczyk – trąbki, Mariusz Niepiekło – trąbki, Aleksander Szebesczyk – róg, Grzegorz Sabeł – róg, Sinfonietta Cracovia; dyrygent: Wojciech Michniewski | [ 8 ]  |
| 1999         | Roman Maciejewski – Kołysanka, Allegro concertante, Tryptyk, Mazurki | Rinko Kobayashi – fortepian, Narodowa Orkiestra Symfoniczna Polskiego Radia i Telewizji w Katowicach; dyrygent: Mirosław Jacek Błaszczyk | [ 8 ]  |
| 1999         | Violin Duos | Krzysztof Węgrzyn – skrzypce, Tomasz Tomaszewski – skrzypce | [ 8 ]  |
| 2000         | 7 Bram Jerozolimy / Live from Musikverein | Bożena Harasimowicz-Haas – sopran, Izabela Kłosińska – sopran, Jadwiga Rappé – alt, Wiesław Ochman – tenor, Romuald Tesarowicz – bas, Boris Carmeli – narrator, Orkiestra Symfoniczna Filharmonii Narodowej i Chór Filharmonii Narodowej; dyrygent: Kazimierz Kord | [ 9 ]  |
| 2000         | Penderecki – Utwory na orkiestrę (vol. 1) | Narodowa Orkiestra Symfoniczna Polskiego Radia Katowice; dyrygent: Antoni Wit | [ 9 ]  |
| 2000         | Stachowski – Kwartety smyczkowe | Kwartet Jagielloński | [ 9 ]  |
| 2001         | Wojciech Kilar – Missa pro pace | Orkiestra Symfoniczna i Chór Filharmonii Narodowej, Izabela Kłosińska – sopran, Jadwiga Rappé – alt, Charles Daniels – tenor, Romuald Tesarowicz – bas; dyrygent: Kazimierz Kord | [ 10 ] |
| 2001         | Henryk Mikołaj Górecki – Symphony No. 2 „Copernican”, Beatus Vir | Chór Polskiego Radia, Chór Filharmonii Śląskiej, Narodowa Orkiestra Symfoniczna Polskiego Radia w Katowicach, Zofia Kilanowicz – sopran, Andrzej Dobber – baryton; dyrygent: Antoni Wit | [ 10 ] |
| 2001         | Koncerty harfowe XX w. | Anna Sikorzak-Olek – harfa, Mariusz Pędziałek – obój, Orkiestra Kameralna Polskiego Radia Amadeus; dyrygent: Agnieszka Duczmal | [ 10 ] |
| 2001         | Lutosławski – Dzieła orkiestrowe (vol. VII) | Narodowa Orkiestra Symfoniczna Polskiego Radia w Katowicach; dyrygent: Antoni Wit | [ 10 ] |
| 2001         | Muzyka i ekran 2 | Konstanty Andrzej Kulka – skrzypce, Woytek Mrozek – klarnet, Stanisław Malikowski – obój, Grzegorz Gołąb – fagot, Sinfonia Viva, Trio Andrzeja Kurylewicza (Andrzej Kurylewicz – fortepian, Cezary Konrad – perkusja, Paweł Pańta – kontrabas); dyrygent: Tomasz Radziwonowicz | [ 10 ] |
| 2002         | Baird, Knapik, Meyer, Penderecki, Zieliński | Kwartet Dafô (Justyna Duda – skrzypce, Danuta Augustyn – skrzypce, Kinga Roesler – altówka, Anna Armatys – wiolonczela) | [ 11 ] |
| 2002         | Korean Chamber Ensemble | Korean Chamber Ensemble, Lee Jiyoung – flet, Kim Min – skrzypce; dyrygent: Piotr Borkowski | [ 11 ] |
| 2002         | Krzysztof Penderecki – Concerto grosso na trzy wiolonczele i orkiestrę | Orkiestra Symfoniczna i Chór Filharmonii Narodowej w Warszawie, Iwan Monighetti, Adam Klocek, Kazimierz Koślacz – wiolonczele; dyrygent: Antoni Wit | [ 11 ] |
| 2002         | Stanisław Moryto – Carmina crucis | Stanisław Skoczyński – perkusja, Magda Teresa Wójcik, Henryk Boukołowski – recytacja | [ 11 ] |
| 2002         | Witold Lutosławski – Mi-parti, Krzysztof Meyer – Msza | — | [ 11 ] |
| 2002         | Wojciech Kilar – Orawa, Piano Concerto, Krzesany | Sinfonia Varsovia, Janusz Olejniczak – fortepian; dyrygent: Jerzy Maksymiuk | [ 11 ] |
| 2003         | Utwory Henryka Mikołaja Góreckiego | Adam Kruszewski – baryton, Janusz Olejniczak – fortepian, Chór Polskiego Radia, Polski Chór Kameralny Schola Cantorum Gedanensis, Sinfonia Varsovia; dyrygent/kierownik artystyczny: Jerzy Maksymiuk | [ 12 ] |
| 2003         | Chyrzyński, Górecki, Knapik, Lasoń, Szabelski | Orkiestra Muzyki Nowej; dyrygent/kierownik artystyczny: Aleksander Lasoń, Szymon Bywalec | [ 12 ] |
| 2003         | Lutosławski – Double Concerto, Dance Preludes, Chain I | Zbigniew Kaleta – klarnet, Arkadiusz Krupa – obój, Rafał Kwiatkowski – wiolonczela, Urszula Kryger – sopran, Narodowa Orkiestra Symfoniczna Polskiego Radia w Katowicach; dyrygent/kierownik artystyczny: Antoni Wit | [ 12 ] |
| 2003         | Marek Moś, Orkiestra „Aukso” – Współcześnie | Andrzej Bauer, Janusz Olejniczak, Orkiestra Kameralna Miasta Tychy Aukso; dyrygent/kierownik artystyczny: Marek Moś | [ 12 ] |
| 2003         | Wojciech Kilar – Missa pro pace | Zofia Kilanowicz – sopran, Jadwiga Rappé – alt, Charles Daniels – tenor, Piotr Nowacki – bas, Orkiestra Symfoniczna Filharmonii Wrocławskiej, Chór Opery Dolnośląskiej; dyrygent/kierownik artystyczny: Marek Pijarowski; przygotowanie chóru: Alan Urbanek | [ 12 ] |
| 2004         | Lutosławski – Koncert na orkiestrę, Chantefleurs et Chantefables, Wariacje na temat Paganiniego | Olga Pasiecznik – sopran, Janusz Olejniczak – fortepian, Sinfonia Varsovia; dyrygent/kierownik artystyczny: Jerzy Maksymiuk | [ 13 ] |
| 2004         | Górecki – Beatus vir, Salve, Sidus Polonorum | Adam Kruszewski – baryton, Narodowa Orkiestra Symfoniczna Polskiego Radia w Katowicach, Chór Polskiego Radia w Krakowie, Chór Filharmonii Krakowskiej; dyrygent/kierownik artystyczny: Henryk Mikołaj Górecki | [ 13 ] |
| 2004         | Kilar – Tryptyk | Izabela Kłosińska – sopran, Chór Filharmonii Narodowej w Warszawie, Narodowa Orkiestra Symfoniczna Polskiego Radia w Katowicach; dyrygent/kierownik artystyczny: Antoni Wit, Henryk Wojnarowski | [ 13 ] |
| 2004         | Musica Polonica Nova 1-3, Warsaw Composers | Wiesława Łukaszewska, Klaudiusz Baran – akordeon, Magdalena Kordylasińska – marimba, Miłosz Pękala – wibrafon, Jolanta Sosnowska – skrzypce, Marcin Łukaszewski – fortepian, Barbara Jagodzińska – organy, Grzegorz Mackiewicz – fortepian, Patrycja Piekutowska – skrzypce, Agnieszka Prosowska-Iwicka – flet, Andrzej Gębski – skrzypce, Antoni Lichomanow – fortepian, Stanisław Skoczyński – perkusja, Sebastian Oroń – saksofon, Michał Dziad – fortepian, Joanna Przewoźniczuk – flet, Weronika Ratusińska – skrzypce, Michał Druś – altówka, Szabolcs Esztényi – fortepian, Iwona Mironiuk – fortepian, Polski Chór Kameralny Schola Cantorum Gedanensis; dyrygent/kierownik artystyczny: Jan Łukaszewski | [ 13 ] |
| 2004         | Panorama nowej muzyki polskiej – VI Mistrz i uczniowie 2 | Zdzisław Piernik – tuba, Patrycja Piekutowska – skrzypce, Piotr Spoz – fortepian, Tytus Wojnowicz – obój, Zbigniew Koźlik – akordeon, Irena Wisełka-Cieślar – organy, Radosław Toporowski – akordeon, Grzegorz Toporowski – akordeon, María Paz Santibáñez – fortepian, Piotr Filip – klarnet, Katarzyna Piotrowska – fagot, Mariusz Domański – wiolonczela, Robert Morawski – fortepian, Szabolcs Esztényi – fortepian, Michał Szubarga – klarnet, Orkiestra Symfoniczna Szkoły Muzycznej im. J. Elsnera w Warszawie, Orkiestra Symfoniczna Akademii Muzycznej im. F. Chopina w Warszawie; dyrygent/kierownik artystyczny: Piotr Borkowski, Michał Niżyński | [ 13 ] |
| 2005         | Lutosławski: Koncert na orkiestrę; Koncert na wiolonczelę i orkiestrę | Rafał Kwiatkowski – wiolonczela, Orkiestra Symfoniczna Filharmonii Narodowej w Warszawie; dyrygent/kierownik artystyczny: Antoni Wit | [ 14 ] |
| 2005         | 20 lat Conversatorium Organowego w Legnicy 1986-2005 | Jan Bartłomiej Bokszczanin, Magdalena Czajka, Marek Fronc, Maria Krajewska, Karolina Kycia, Michał Markuszewski, Dariusz Przybylski, Krzysztof Urbaniak, Rostisław Wygranienko – organy, Barbara Żarnowiecka – sopran, Paweł Gusnar – saksofon, Lubomir Jarosz – trąbka, Zbigniew Koźlik – akordeon, Stanisław Skoczyński – ksylofon, Jacek Smoczyński – róg myśliwski | [ 14 ] |
| 2005         | Krzanowski / Panufnik | Kwartet Śląski (Szymon Krzeszowiec – skrzypce, Arkadiusz Kubica – skrzypce, Łukasz Syrnicki – altówka, Piotr Janosik – wiolonczela), Elżbieta Mrożek – II altówka, Dominik Połoński – II wiolonczela | [ 14 ] |
| 2005         | Laboratory of Contemporary Music – 2004 | Małgorzata Armanowska – sopran, Andrzej Chorosiński – organy, Marcin Tadeusz Łukaszewski – fortepian, Anna Mikołajczyk-Niewiedział – sopran, Paweł Nowicki – marimba, Aleksandra Ohar – wiolonczela, Artur Pachlewski – klarnet, Radosław Soroka – klarnet basowy, Mariusz Wysocki – wiolonczela, Kwartet Wieniawski, Krakowska Grupa Perkusyjna; dyrygent/kierownik artystyczny: Piotr Borkowski | [ 14 ] |
| 2005         | Lutosławski – Dyrygent w Polskim Radiu | Halina Łukomska – sopran, Krzysztof Jakowicz – skrzypce, Ewa Pobłocka – fortepian, Narodowa Orkiestra Symfoniczna Polskiego Radia; dyrygent/kierownik artystyczny: Witold Lutosławski | [ 14 ] |
| 2006         | Henryk Mikołaj Górecki: III Symfonia „Symfonia pieśni żałosnych”. Dzieła Narodowe w nagraniu NOSPR | Zofia Kilanowicz – sopran, Narodowa Orkiestra Symfoniczna Polskiego Radia w Katowicach; dyrygent/kierownik artystyczny: Henryk Mikołaj Górecki | [ 15 ] |
| 2006         | Aukso gra utwory Kilara | Orkiestra Aukso; dyrygent/kierownik artystyczny: Marek Moś | [ 15 ] |
| 2006         | Baird, Łukaszewski, Błażewicz, Borkowski | Marta Klimasara, Anna Mikołajczyk-Niewiedział, Polska Orkiestra Radiowa, Chór Akademicki Uniwersytetu Warszawskiego, Chór Katedry Warszawsko-Praskiej Musica Sacra; dyrygent/kierownik artystyczny: Piotr Borkowski | [ 15 ] |
| 2006         | Wojciech Kilar: Missa pro pace. Dzieła Narodowe w nagraniu NOSPR | Izabela Kłosińska, Anna Lubańska, Piotr Kusiewicz, Romuald Tesarowicz, Narodowa Orkiestra Symfoniczna Polskiego Radia w Katowicach, Chór Polskiego Radia; dyrygent/kierownik artystyczny: Kazimierz Kord | [ 15 ] |
| 2006         | Wojciech Łukaszewski – Nazywam ciebie morze | Janusz Borowicz, Tomasz Stockinger, Polski Chór Kameralny Schola Cantorum Gedanensis, Orkiestra Symfoniczna Filharmonii Częstochowskiej; dyrygent/kierownik artystyczny: Jan Łukaszewski, Tomasz Bugaj | [ 15 ] |
| 2008         | Łukaszewski, Paweł – Sacred Music | Anna Mikołajczyk-Niewiedział, Wacław Golonka, Agata Zubel-Moc, Katarzyna Trylnik, Polski Chór Kameralny, Holst Singers, Concerto Avenna, Orkiestra i Chór Opery i Filharmonii Podlaskiej, Studio Warszawa Ensemble, Orkiestra UAM; dyrygent/kierownik artystyczny: Stephen Layton, Jan Łukaszewski, Piotr Borkowski, Andrzej Mysiński, Łukasz Borowicz | [ 16 ] |
| 2008         | Esztényi, Szabolcs – Bramy ogrodu | Iwona Mironiuk – fortepian, Szabolcs Esztényi – fortepian | [ 16 ] |
| 2008         | Kilar, Wojciech – Magnificat, Victoria | Izabela Kłosińska – sopran, Tomasz Krzysica – tenor, Piotr Nowacki – bas, Orkiestra i Chór Filharmonii Śląskiej; dyrygent/kierownik artystyczny: Mirosław Jacek Błaszczyk | [ 16 ] |
| 2008         | Moryto, Stanisław – Pieśni | Aneta Łukaszewicz, Krystyna Makowska-Ławrynowicz, Beata Szebesczyk, Michał Sławecki; dyrygent/kierownik artystyczny: Aneta Łukaszewicz | [ 16 ] |
| 2008         | Zubel, Agata; Duchnowski, Cezary – Elettrovoce | Agata Zubel-Moc – śpiew, Cezary Duchnowski – fortepian, komputer | [ 16 ] |
| 2009         | Paweł Mykietyn: Speechless Song | Jacek Laszczkowski – sopran męski, Maciej Piszek – fortepian, Jerzy Artysz – baryton, Viola Łabanow – klawesyn, Andrzej Bauer – wiolonczela, Polska Orkiestra Radiowa, Kwartet Dafô; dyrygent/kierownik artystyczny: Jacek Rogala, Przemysław Fiugajski | [ 17 ] |
| 2009         | Krzysztof Meyer: Concertos | Boris Pergamenschikow – wiolonczela, Magdalena Rezler – skrzypce, Eduard Brunner – klarnet, Narodowa Orkiestra Symfoniczna Polskiego Radia w Katowicach; dyrygent/kierownik artystyczny: Antoni Wit, Gabriel Chmura | [ 17 ] |
| 2009         | Henryk Mikołaj Górecki: String Quartets | Kwartet Śląski (Szymon Krzeszowiec, Arkadiusz Kubica, Łukasz Syrnicki, Piotr Janosik) | [ 17 ] |
| 2009         | Marian Borkowski: Hymnus | Małgorzata Armanowska, Krakowska Grupa Perkusyjna, Andrzej Chorosiński, Polski Chór Kameralny, The Holst Singers, Chór Katedry Warszawsko-Praskiej Musica Sacra, Orkiestra i Chór Filharmonii Podlaskiej, Chór ATK, Chór Uniwersytetu Warszawskiego; dyrygent/kierownik artystyczny: Piotr Borkowski, Kazimierz Szymonik, Jan Łukaszewski, Stephen Layton, Violetta Bielecka | [ 17 ] |
| 2009         | Młodzi kompozytorzy w hołdzie Fryderykowi Chopinowi | Jarosław Kaliski – fortepian, Bolesław Siarkiewicz – skrzypce, Karol Wroniszewski – wiolonczela, Tomasz Gumiela – fortepian, Tomasz Żymła – klarnet, Mateusz Konopka – puzon, Dorota Wyciślik – fortepian, Stanisław Lasoń – wiolonczela, Hu Chenyun – suona, Michał Moc – akordeon, Paweł Gusnar – saksofon, Michał Górczyński – klarnet, Lubomir Jarosz – trąbka, Zbigniew Monkiewicz – waltornia, Leszek Lorent – perkusja, Szymon Linette – perkusja, Maciej Piszek – fortepian, Zofia Dowgiałło – harfa, Marcin Suszycki – skrzypce, Aleksandra Demowska – altówka, Karol Marianowski – wiolonczela, Katarzyna Drogosz – fortepian, Barbara Zdziarska – skrzypce, Maria Tomala – altówka, Ewald Wawrzyniuk – kontrabas, Mateusz Sztabiński – fortepian, Marcin Stańczyk – fortepian, Adam Bogacki – kontrabas, Ewa Mizerska – wiolonczela, Orkiestra Śląscy Kameraliści, Orkiestra Muzyki Nowej, Shanghai Symphony Orchestra, Orkiestra Kameralna Aukso, NeoQuartet (Karolina Piątkowska-Nowicka, Paweł Kapica, Michał Markiewicz, Krzysztof Pawłowski), Lutosławski Piano Duo (Emilia Sitarz, Bartłomiej Wąsik); dyrygent/kierownik artystyczny: Szymon Bywalec, Zhang Yi, Marek Moś, Monika Wolińska, Aleksander Lasoń | [ 17 ] |
| 2010         | Agata Zubel: Cascando | soliści: Agata Zubel, Michał Moc, Cezary Duchnowski, Jan Pilch, Seattle Chamber Players, Cellonet (Andrzej Bauer, Bartosz Koziak, Marcin Zdunik, Mikołaj Pałosz); dyrygent/kierownik Artystyczny: Agata Zubel | [ 18 ] |
| 2010         | Aukso w formacie SACD & CD | Andrzej Bauer – wiolonczela, Janusz Olejniczak – fortepian, Orkiestra Kameralna Miasta Tychy Aukso; dyrygent/kierownik artystyczny: Marek Moś | [ 18 ] |
| 2010         | Elżbieta Chojnacka w hołdzie Wandzie Landowskiej | Elżbieta Chojnacka – klawesyn, Narodowa Orkiestra Symfoniczna Polskiego Radia w Katowicach, Orkiestra Kameralna Miasta Tychy Aukso; dyrygent/kierownik artystyczny: Kazimierz Kord, Marek Moś | [ 18 ] |
| 2010         | Stanisław Moryto – Gorzkie żale | Joanna Łukaszewska, Renata Landowska-Szczerbaczewicz, Michał Sławecki, Jarosław Gajewski, Zespół Reprezentacyjny Wojska Polskiego, Chór Katedry Warszawsko-Praskiej Musica Sacra; dyrygent/kierownik artystyczny: Paweł Łukaszewski | [ 18 ] |
| 2010         | Stanisław Moryto – Muzyka chóralna | Chór Opery i Filharmonii Podlaskiej; dyrygent/kierownik artystyczny: Violetta Bielecka | [ 18 ] |
| 2011         | Maciejewski – Requiem Missa Pro Defunctis | Zdzisława Donat, Jadwiga Rappé, Jerzy Knetig, Janusz Niziołek, Chór i Orkiestra Filharmonii Narodowej w Warszawie; dyrygent/kierownik artystyczny: Tadeusz Strugała; kierownictwo chóru: Henryk Wojnarowski | [ 19 ] |
| 2011         | Augustyn – Do Ut Des | Kwartet Śląski, Agata Zubel, Jan Krzeszowiec, Rafał Augustyn; dyrygent/kierownik artystyczny: Rafał Augustyn | [ 19 ] |
| 2011         | Krzysztof Herdzin – Symphonicum | Orkiestra Sinfonia Varsovia, Krzysztof Herdzin, Jacek Kotlarski, Waldemar Malicki, Jerzy Główczewski, Piotr Baron; dyrygent/kierownik artystyczny: Krzysztof Herdzin | [ 19 ] |
| 2011         | Marian Borkowski – Symphonic and Chamber Music | różni; dyrygent/kierownik artystyczny: Marian Borkowski | [ 19 ] |
| 2011         | Wojciech Kilar – Katowicom | Chór i Orkiestra Filharmonii Śląskiej; dyrygent/kierownik artystyczny: Mirosław Jacek Błaszczyk | [ 19 ] |
| 2012         | Z. Bagiński, M. Bembinow, W. Blecharz, A. Gronau, M. Małecki, A. Mociulschi, O. Hans, W. Łukaszewski, B. Kowalski-Banasewicz, M. Borkowski, P. Zych, P. Łukaszewski, E. Pałłasz – New Polish Music for Choir | Polski Chór Kameralny (dyrekcja: Jan Łukaszewski) | [ 20 ] |
| 2012         | Krzysztof Baculewski – utwory chóralne | Camerata Silesia (dyrekcja: Anna Szostak), Concerto Polacco (dyrekcja: Marek Toporowski), Tomasz Orlow – organy | [ 20 ] |
| 2012         | Paweł Mykietyn – Pasja wg św. Marka | Urszula Kryger, Katarzyna Moś, Maciej Stuhr, Orkiestra Kameralna Aukso, Soliści Warszawskiego Chóru Chłopięcego przy Uniwersytecie Muzycznym Fryderyka Chopina, Cantores Minores Wratislavienses (dyrekcja: Marek Moś) | [ 20 ] |
| 2012         | Piotr Moss – Symphonie Concertante for Flute, Piano and Orchestra; Adiago III; Portraits – Concerto for Piano and Orchestra                                                                                  | Barbara Halska, Elżbieta Gajewska, Narodowa Orkiestra Symfoniczna Polskiego Radia w Katowicach, Orkiestra Polskiego Radia i Telewizji w Krakowie (dyrekcja: Zbigniew Graca i Emilian Madey), Polska Orkiestra Radiowa (dyrekcja: Tomasz Bugaj) | [ 20 ] |
| 2012         | Wojciech Kilar – koncert fortepianowy, preludium chorałowe na orkiestrę smyczkową, Orawa | Peter Jablonski, Polska Orkiestra Radiowa (dyrekcja: Wojciech Rajski) | [ 20 ] |
| 2013         | Camerata Silesia Sings Kilar | Zespół Śpiewaków Miasta Katowice Camerata Silesia, Orkiestra Kameralna Aukso; dyrygent/kierownik artystyczny: Anna Szostak | [ 22 ] |
| 2013         | Górecki | Anna Górecka, Kaja Danczowska, Orkiestra Symfoniczna Filharmonii Śląskiej, Chór Filharmonii Śląskiej, Śląska Orkiestra Kameralna; dyrygent/kierownik artystyczny: Mirosław Jacek Błaszczyk, Jarosław Wolanin | [ 22 ] |
| 2013         | Paweł Łukaszewski – Musica Sacra 1 | Anna Mikołajczyk-Niewiedział – sopran, Greg Banaszak – saksofon altowy, Ravel Piano Duo: Agnieszka Kozło i Katarzyna Ewa Sokołowska, Orkiestra i Chór Opery i Filharmonii Podlaskiej; dyrygent/kierownik artystyczny: Piotr Borkowski, przygotowanie chóru: Violetta Bielecka | [ 22 ] |
| 2013         | Satin – TWOgether Duo | Magdalena Bojanowicz – wiolonczela, Maciej Frąckiewicz – akordeon | [ 22 ] |
| 2013         | Zbigniew Bargielski – Kwartety smyczkowe | Kwartet Śląski, Marek Andrysek – akordeon, Roman Widaszek – klarnet; dyrygent/kierownik artystyczny: Arkadiusz Kubica | [ 22 ] |
| 2014 (remis) | Marian Borkowski – Choral Works | Polski Chór Kameralny (dyrekcja: Jan Łukaszewski) | [ 23 ] |
| 2014 (remis) | Piotr Moss – Chagall For Strings | Opium String Quartet i Jadwiga Rappé – alt | [ 23 ] |
| 2014 (remis) | Mikołaj Górecki – Works for String Orchestra | Piotr Pławner – skrzypce, Jean-Marc Fessard i Roman Widaszek – klarnet, Polska Filharmonia Kameralna Sopot (dyrekcja: Wojciech Rajski) | [ 23 ] |
| 2014 (remis) | Paweł Łukaszewski – Missa de Maria a Magdala | Elżbieta Grodzka-Łopuszyńska – sopran, Tomasz Sadownik – baryton, Chór Akademii Techniczno-Humanistycznej w Bielsku Białej i Śląska Orkiestra Kameralna (dyrekcja: Jan Borowski) | [ 23 ] |
| 2014 (remis) | Penderecki: The Complete Symphonies | Iwona Hossa, Izabela Kłosińska, Agnieszka Rehlis, Rafał Bartmiński, Wojciech Gierlach, Thomas E. Bauer, Sławomir Holland, Chór Opery i Filharmonii Podlaskiej w Białymstoku i Polska Orkiestra Sinfonia Iuventus (dyrekcja: Krzysztof Penderecki) | [ 23 ] |
| 2016         | Paweł Łukaszewski: Symphony of Providence | Anna Mikołajczyk-Niewiedział, Agnieszka Rehlis, Jarosław Bręk, Chór Polskiego Radia w Krakowie, Orkiestra i Chór Opery i Filharmonii Podlaskiej (dyrekcja: Marcin Nałęcz-Niesiołowski) | [ 24 ] |
| 2016         | Krzesimir Dębski | Łukasz Błaszczyk (skrzypce), Adam Bogacki (kontrabas) i Polska Orkiestra Radiowa (dyrekcja: Krzesimir Dębski) | [ 24 ] |
| 2016         | Marian Borkowski: Solo Works | Marian Borkowski, Andrzej Chorosiński, Andrzej Dutkiewicz, Marcin Tadeusz Łukaszewski, Patrycja Piekutowska, Zdzisław Piernik, Stanisław Skoczyński, Tomasz Strahl | [ 24 ] |
| 2016         | Real Life Song | Joanna Freszel (sopran), Agata Igras-Sawicka, Piotr Zawadzki, Łukasz Piotrowski, Marek Szlezer, Mariusz Rutkowski, Krzysztof Garstka, Zuzanna Elster, Maksymilian Grzesiak, Kamila Wąsik-Janiak, Katarzyna Grygiel, Jan Kalinowski, Dominik Płociński, Andrzej Kopeć, proMODERN (dyrekcja: Andrzej Borzym jr., Rafał Janiak, Marta Kluczyńska, Jarosław Praszczałek) | [ 24 ] |
| 2016         | Znikąd historie | Agata Zubel (głos), Cezary Duchnowski (fortepian, elektronika) | [ 24 ] |
| 2017         | Paweł Łukaszewski – IV Symfonia – Symfonia o Bożym Miłosierdziu | Anna Mikołajczyk-Niewiedział, Maciej Nerkowski, Orkiestra i Chór Opery i Filharmonii Podlaskiej, Violetta Bielecka, Barbara Ewa Rafałko (dyrekcja: Wojciech Michniewski) | [ 25 ] |
| 2017         | Atom Accordion Quintet | Atom String Quartet, Rafał Grząka | [ 25 ] |
| 2017         | Krzysztof Herdzin: Suite on Polish Themes | Academy of St. Martin in the Fields (dyrekcja: Krzysztof Herdzin) | [ 25 ] |
| 2017         | Stanisław Moryto | Anna Mikołajczyk-Niewiedział, Anna Sikorzak-Olek, Stanisław Skoczyński, Filharmonia Kameralna im. Witolda Lutosławskiego w Łomży (dyrekcja: Jan Miłosz Zarzycki) | [ 25 ] |
| 2017         | Wojciech Blecharz – Liminal Studies | Majewska & Kwadrofonik, Royal String Quartet | [ 25 ] |
| 2018         | proMODERN shakespired | proMODERN | [ 26 ] |
| 2018         | 2016 | Lutosławski Quartet: Bartosz Woroch – I skrzypce, Marcin Markowicz – II skrzypce, Artur Rozmysłowicz – altówka, Maciej Młodawski – wiolonczela | [ 26 ] |
| 2018         | Krzysztof Penderecki: Concerto doppio per violino, viola (violoncello) e orchestra, Concerto per pianoforte ed orchestra, Concertino per tromba e orchestra                                                  | Jakub Haufa, Aleksander Kobus, Marcel Markowski, Szymon Nehring, Polska Orkiestra Sinfonia Iuventus (dyrekcja: Krzysztof Penderecki i Maciej Tworek) | [ 26 ] |
| 2018         | Paweł Łukaszewski: Motets | Polski Chór Kameralny (dyrekcja: Jan Łukaszewski) | [ 26 ] |
| 2018         | Paweł Mykietyn | Łukasz Długosz – flet, NFM Filharmonia Wrocławska (dyrekcja: Benjamin Shwartz) | [ 26 ] |
| 2019         | Supernova | Atom String Quartet i NFM Orkiestra Leopoldinum (dyrekcja: Christian Danowicz); kompozytorzy: Hanna Kulenty-Majoor, Mateusz Smoczyński, Dawid Lubowicz, Michał Zaborski, Krzysztof Lenczowski | [ 27 ] |
| 2019         | Herdzin – Concerto and Concertino | Elbląska Orkiestra Kameralna, Krakowskie Trio Stroikowe, Katarzyna Budnik-Gałązka, Paweł Gusnar (dyrekcja: Krzysztof Herdzin); kompozytor: Krzysztof Herdzin | [ 27 ] |
| 2019         | Paweł Łukaszewski – Musica Profana 2 | Anna Mikołajczyk-Niewiedział, Robert Gierlach, Joanna Citkowicz, Wojciech Świętoński, Kwartet Nostadema, Trombastic | [ 27 ] |
| 2019         | Pie Iesu | Joanna Łukaszewska, Łukasz Farcinkiewicz, Chór Katedry Warszawsko-Praskiej Musica Sacra (dyrekcja: Paweł Łukaszewski); kompozytorzy: Stanisław Moryto, Marian Borkowski, Sebastian Szymański, Marcin Łukaszewski, Łukasz Farcinkiewicz, Marek Raczyński, Julia Seeholzer, Michał Malec, Paweł Łukaszewski | [ 27 ] |
| 2019         | Saxophone varie vol. 3 | Paweł Gusnar, Agnieszka Przemyk-Bryła, Tomasz Strahl, Aleksandra Ohar-Sprawka, Klaudiusz Baran, Krakowskie Trio Stroikowe, Alina Ratkowska, Joanna Opalińska, Pablo Sánchez-Escariche Gasch, Michał Ochab, Konrad Gzik, Jakub Wydrzyński, The Whoop Group; kompozytorzy: Romuald Twardowski, Anna Ignatowicz-Glińska, Paweł Mykietyn, Paweł Łukaszewski, Aleksander Kościów, Alicja Gronau, Bartosz Kowalski, Krzysztof Herdzin | [ 27 ] |
| 2020         | Comfort Zone | proMODERN | [ 28 ] |
| 2020         | Krauze, Nowak, Kupczak, Stańczyk: Works for Rhodes Piano & Strings | Piotr „Pianohooligan” Orzechowski (fortepian elektryczny Rhodesa) i Aukso Orkiestra Kameralna Miasta Tychy (dyrekcja: Marek Moś); kompozytorzy: Zygmunt Krauze, Alek Nowak, Sławomir Kupczak, Marcin Stańczyk | [ 28 ] |
| 2020         | Krzysztof Meyer: 8 symfonia | Claudia Barainsky (sopran), Narodowa Orkiestra Symfoniczna Polskiego Radia w Katowicach i Chór Filharmonii im. Karola Szymanowskiego w Krakowie (dyrekcja: Łukasz Borowicz) | [ 28 ] |
| 2020         | Mikołaj Górecki: Chamber Music | Trio Śląskie i Aukso Orkiestra Kameralna Miasta Tychy (dyrekcja: Marek Moś) | [ 28 ] |
| 2020         | Śpiewajmy! Młodzi – młodym | Polski Narodowy Chór Młodzieżowy (dyrekcja: Agnieszka Franków-Żelazny); kompozytorzy: Łukasz Farcinkiewicz, Marek Raczyński, Anna Rocławska-Musiałczyk, Szymon Godziemba-Trytek, Zuzanna Falkowska, Michał Ziółkowski, Sebastian Szymański, Aleksandra Chmielewska, Michał Malec, Łukasz Urbaniak, Jan Krutul, Katarzyna Danel | [ 28 ] |
| 2021         | Midnight Stories. Contemporary Music of Polish Composers | Art’n’Voices | [ 29 ] |
| 2021         | Accordion works | Klaudiusz Baran (akordeon), Justyna Baran (skrzypce), Paweł Gusnar (saksofon), Leszek Lorent (perkusja), Chopin University Accordion Trio, Chopin University Chamber Orchestra; dyrygent: Ignacy Zalewski | [ 29 ] |
| 2021         | Camerata Silesia sings Silesian Composers vol.2 | Zespół Śpiewaków Miasta Katowice Camerata Silesia; dyrygent: Anna Szostak; kompozytorzy: Justyna Kowalska-Lasoń, Piotr Tabakiernik, Marcin Rupociński, Przemysław Scheller, Marcin Bortnowski, Wiesław Cienciała, Aleksander Gabryś | [ 29 ] |
| 2021         | Chopin University Modern Ensemble – Debiut | Aleksandra Łaska (mezzoropran), Leszek Lorent (perkusja) i Chopin University Modern Ensemble; dyrygenci: Ignacy Zalewski i Jakub Montewka | [ 29 ] |
| 2021         | Noumen | Sebastian Aleksandrowicz (obój), Tomasz Januchta (kontrabas), Lutosławski Quartet | [ 29 ] |
| 2022         | Paweł Mykietyn – II Koncert na wiolonczelę i orkiestrę symfoniczną, Hommage à Oskar Dawicki | Marcin Zdunik i NFM Filharmonia Wrocławska (dyrekcja: Bassem Akiki i Benjamin Shwartz) | [ 30 ] |
| 2022         | Błażewicz: Sonata i Koncert podwójny na skrzypce i akordeon | Karolina Mikołajczyk, Iwo Jedynecki i Orkiestra Filharmonii Śląskiej (dyrekcja: Mirosław Jacek Błaszczyk) | [ 30 ] |
| 2022         | Kostrzewa, Zalewski, Majkusiak: Tribute to Moniuszko | Chopin University Accordion Trio (Klaudiusz Baran, Rafał Grząka i Grzegorz Palus) | [ 30 ] |
| 2022         | Le Clavecin Moderne plus Percussion vol. 1 | Alina Ratkowska, Leszek Lorent, Agata Igras, Jan Gralla i Chopin University Chamber Orchestra (dyrekcja: Rafał Janiak) | [ 30 ] |
| 2022         | Spółdzielnia Muzyczna Contemporary Ensemble | Jakub Gucik, Krzysztof Guńka, Wiktor Krzak, Barbara Mglej, Małgorzata Mikulska, Mateusz Rusowicz, Tomasz Sowa, Aleksander Wnuk, Paulina Woś i Martyna Zakrzewska | [ 30 ] |
| 2023         | Muzyka strun | Wojciech Błażejczyk, Ensemble Musikfabrik, Kwadrofonik, Hashtag Ensemble i In:te:gro (dyrekcja: Christian Eggen) | [ 31 ] |
| 2023         | 5 [+2] | LutosAir Quintet, Nate Wooley i Tomasz Żymła | [ 31 ] |
| 2023         | Muzyka kobiet XXI wieku | Maksymilian Grzesiak, Katarzyna Grzesiak, Aleksandra Demowska-Madejska, Małgorzata Maśluszczak, Weronika Grozdew-Kołacińska i Rafał Grozdew; kompozytorzy: Weronika Ratusińska-Zamuszko, Justyna Kowalska-Lasoń i Anna Ignatowicz-Glińska | [ 31 ] |
| 2023         | Réflexions | Anna Firlus i Krzysztof Firlus | [ 31 ] |
| 2023         | Requiem dla świata | Anna Mikołajczyk-Niewiedział, Aneta Łukaszewicz, Rafał Bartmiński, Robert Gierlach, Sinfonia Viva i Warszawski Chór Międzyuczelniany (dyrekcja: Tomasz Radziwonowicz) | [ 31 ] |
| 2024         | Le Clavecin Moderne plus Saxophone | Alina Ratkowska (klawesyn) i Paweł Gusnar (saksofon); kompozytorzy: Mikołaj Hertel, Anna Ignatowicz-Glińska, Bartosz Kowalski, Marcin Łukaszewski, Paweł Łukaszewski, Leszek Możdżer, Nicolas Prost i Weronika Ratusińska-Zamuszko | [ 32 ] |
| 2024         | Andrzej Karałow: there are some nebulae no eye can dispel | Chromatophonic Trio, proMODERN, Chopin University Chamber Orchestra, Agnieszka Podłucka (altówka), Messages Quartet i Rafał Janiak (dyrygent) | [ 32 ] |
| 2024         | Do słów – czterogłos romantyczny | Chór Polskiego Radia, Rafał Tyliba (krotale), Magdalena Duś (fortepian), Karolina Stalmachowska (obój) i Maria Piotrowska-Bogalecka (dyrygent); kompozytorzy: Joanna Wnuk-Nazarowa, Paweł Łukaszewski, Szymon Godziemba-Trytek i Piotr Tabakiernik | [ 32 ] |
| 2024         | Gary Guthman – Harp Concerto, Trumpet Concerto, Margarita | Małgorzata Zalewska (harfa), Gary Guthman (trąbka), Orkiestra Opery i Filharmonii Podlaskiej i Mirosław Jacek Błaszczyk (dyrygent) | [ 32 ] |
| 2024         | Zuzanna Koziej – Music of Trust | Aleksandra Turalska (sopran), Chór NFM, Kameralna N-Harmonia i Agnieszka Franków-Żelazny (dyrygent) | [ 32 ] |
| 2025         | Jerzy Kornowicz / Michał Rusinek: Album rodzinny | Ewa Biegas (sopran), Jan Jakub Monowid (kontratenor), Aukso Orkiestra Kameralna Miasta Tychy (dyrekcja: Marek Moś) | [ 33 ] |
| 2025         | Nowak, Mykietyn, Wojciechowski | Royal String Quartet | [ 33 ] |
| 2025         | Paweł Łukaszewski: Musica Profana 4 | Aleksandra Demowska-Madejska (altówka), Łukasz Długosz (flet), Ewa Guz-Seroka (fortepian), Agata Kielar-Długosz (flet), Anna Mikołajczyk-Niewiedział (sopran), Kamila Wąsik-Janiak (skrzypce) | [ 33 ] |
| 2025         | Polish Impressions (Smoczyński, Czarnecki, Majkusiak) | Jadwiga Kotnowska (flet), Mateusz Smoczyński (skrzypce), Artur Pachlewski (klarnet), Karolina Jaroszewska (wiolonczela), Klaudiusz Baran (akordeon) i Filharmonia Kameralna im. Witolda Lutosławskiego w Łomży (dyrekcja: Jan Miłosz Zarzycki) | [ 33 ] |
| 2025         | Zygmunt Krauze: Konteksty | Zygmunt Krauze i Spółdzielnia Muzyczna Contemporary Ensemble | [ 33 ] |

## Statystyki
| Liczba | Osoba/zespół                             | Lata                   |
| ------ | ---------------------------------------- | ---------------------- |
| 4      | Jadwiga Rappé                            | 2000, 2001, 2011, 2014 |
| 4      | Orkiestra Filharmonii Narodowej          | 2000, 2001, 2005, 2011 |
| 4      | Polski Chór Kameralny                    | 2003, 2008, 2012, 2014 |
| 3      | Anna Mikołajczyk-Niewiedział             | 2008, 2016, 2017       |
| 3      | Chór Filharmonii Narodowej               | 2000, 2001, 2011       |
| 3      | Chór Opery i Filharmonii Podlaskiej      | 2008, 2016, 2017       |
| 3      | Jan Łukaszewski                          | 2008, 2012, 2014       |
| 3      | Kwartet Dafô                             | 1999, 2002, 2009       |
| 3      | Orkiestra Opery i Filharmonii Podlaskiej | 2008, 2016, 2017       |
| 3      | Sinfonia Varsovia                        | 1996, 2003, 2004       |

| Liczba | Osoba/zespół                                                | Lata                                                                            |
| ------ | ----------------------------------------------------------- | ------------------------------------------------------------------------------- |
| 14     | Narodowa Orkiestra Symfoniczna Polskiego Radia w Katowicach | 1999, 2000, 2001 (×2), 2003, 2004 (×2), 2005, 2006 (×2), 2009, 2010, 2012, 2020 |
| 10     | Anna Mikołajczyk-Niewiedział                                | 2005, 2006, 2008, 2013, 2016, 2017 (×2), 2019, 2023, 2025                       |
| 10     | Aukso Orkiestra Kameralna Miasta Tychy                      | 2003, 2006, 2009, 2010 (×2), 2012, 2013, 2020 (×2), 2025                        |
| 9      | Marek Moś                                                   | 2003, 2006, 2009, 2010 (×2), 2012, 2020 (×2), 2025                              |
| 8      | Antoni Wit                                                  | 2000, 2001 (×2), 2002, 2003, 2004, 2005, 2009                                   |
| 8      | Polski Chór Kameralny                                       | 2003, 2004, 2006, 2008, 2009, 2012, 2014, 2018                                  |
| 7      | Chór Opery i Filharmonii Podlaskiej                         | 2008, 2009, 2010, 2013, 2014, 2016, 2017                                        |
| 7      | Jan Łukaszewski                                             | 2004, 2006, 2008, 2009, 2012, 2014, 2018                                        |
| 7      | Piotr Borkowski                                             | 2002, 2004, 2005, 2006, 2008, 2009, 2013                                        |
| 6      | Chór Polskiego Radia w Krakowie                             | 2001, 2003, 2004, 2006, 2016, 2024                                              |
| 6      | Izabela Kłosińska                                           | 2000, 2001, 2004, 2006, 2008, 2014                                              |
| 6      | Mirosław Jacek Błaszczyk                                    | 1999, 2008, 2011, 2013, 2022, 2024                                              |
| 6      | Orkiestra Opery i Filharmonii Podlaskiej                    | 2008, 2009, 2013, 2016, 2017, 2024                                              |
| 6      | Paweł Gusnar                                                | 2005, 2009, 2019 (×2), 2021, 2024                                               |